# Каджисцихе
Каджисцихе (также Каджта-цихе; груз. ქაჯთაციხე, ქაჯისციხე, тур. Şeytan Kalesi — Шайтан-Калеси, букв. — «замок дьявола») — средневековая крепость, расположенная в историческом регионе в юго-западной Грузии — Джавахети / Эрушети, ныне находится в Чылдырском районе провинции Ардахан в Турции.

## Описание
Крепость расположена в 1,5 километрах к северо-востоку от деревни Йылдырымтепе (груз. Yıldırımtepe). Она использовалась непрерывно от эллинистической эры до османского периода, и была отремонтирована или изменена каждым из его владельцев. Здесь расположены цистерны, лестница, которая спускается к воде и часовне.
Название замка, означающее «замок дьявола», происходит из мифа о том, что злой дух или дьявол был замечен в этом районе в прошлом, который до сих пор остаётся суеверием среди жителей района.
Эквтим Такаишвили сообщил о существовании тюрьмы в замке. Упоминается в летописях Алп-Арслана в 1064 году. Долгое время замок был одной из крепостей Грузинского царства и княжества Самцхе и был захвачен турками в XVI веке в начале Османо-сефевидской войны (1578—1590).
Два поздних источника (XVIII века) — «История Грузии» Вахушти Багратиони и анонимная так называемая «Парижская грузинская хроника» — сообщали, что кампания началась с осады крепостей Мгелцихе и Каджисцихе.
Лета Христова 1578, грузинского 266, августа 7 дня подошел Лала-паша с войском к Мгелцихе, 6 дней бился и не смог взять. А из крепости Каджи убивали многих османов.
В Парижской хронике обе осады описаны более подробно, причём падение Каджисцихе датировано 5 августа и тем самым сражение за неё подаётся как первое в этой войне.
В пятницу, 5-го августа 118, урумы отняли у нас крепость Каджис-цихе, Вели и Тетри-цихе. Защитники Каджис-цихе были полностью перебиты.
Другие, в том числе современные событиям, источники не упоминают эти события. Согласно османскому историку и современнику событий Ибрагиму Рахимизаде кампания началась с осады крепости, название которой он не называл, возможно, это Еникале. Согласно Ибрагиму Печеви кампания началась 9 августа 1578 года, когда османская армия выступила и захватила две крепости, названные историком Виле (Вале) и Еникале. По словам Вахушти, древние грузинские хроники не упоминали названий крепостей.

## Галерея

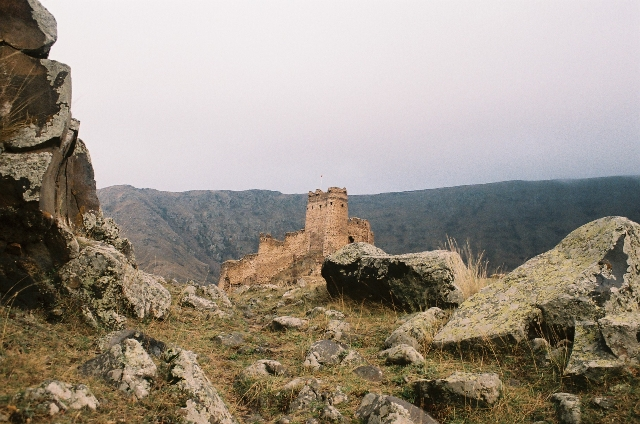
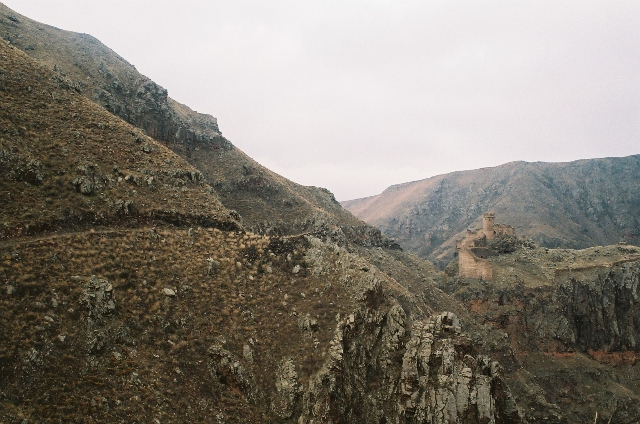